# Ha Ji-won
Ha Ji-won, pseudonimo di Jeon Hae-rim (Boryeong, 28 giugno 1978), è un'attrice sudcoreana.

## Carriera
Jeon Hae-rim viene scoperta al liceo quando un'agenzia vede la sua foto in uno studio fotografico. Debutta con il nome d'arte Ha Ji-won a diciotto anni nel teen drama Sinsedae bogoseo eoreundeur-eun mollayo, ma è solo nel 1999, quando recita in Hakgyo 2, che inizia a essere riconosciuta. Nel 2000 debutta al cinema nel thriller Jinsil game con Ahn Sung-ki; seguono altre parti, sia al cinema, sia in televisione, finché non ottiene il suo primo ruolo da protagonista nel drama Insaeng-eun aremda-wo del 2001. La popolarità dell'attrice ha un picco nel 2003 quando recita nel drama storico Joseon yeohyeongsa damo insieme a Lee Seo-jin e Kim Min-joon. I progetti successivi, nei quali continua a interpretare la protagonista, fanno aumentare la sua fama e le valgono numerosi premi, conquistandone cinque solo per Hwang Jin-yi tra il 2006 e il 2007.
Dopo quattro anni di assenza dal piccolo schermo, durante i quali recita in molti film, Ha Ji-won interpreta la protagonista in Secret Garden al fianco di Hyun Bin. Nel 2013 lascia la Wellmade STARM e firma con la United Talent Agency, fondando nel frattempo la Haewadal Entertainment; nello stesso anno interpreta l'imperatrice Ki in Gi hwanghu: la serie, andata in onda per sei mesi, ottiene ascolti molto alti e l'attrice vince Gran premio, Premio popolarità e Scelta dei produttori agli MBC Drama Awards.

## Filmografia

### Cinema
- Jinsil game (진실게임), regia di Kim Ji-yeong (2000)
- Nightmare - Il ritorno (가위, Ga-wi), regia di Ahn Byeong-ki (2000)
- Donggam (동감), regia di Kim Jung-kwon (2000)
- Phone (폰), regia di Ahn Byeong-ki (2002)
- Saekjeuksigong (색즉시공), regia di Yoon Je-kyoon (2002)
- Yeokjeon-e sanda (역전에 산다), regia di Park Yong-woon (2003)
- Nae sarang ssagaji (내 사랑 싸가지), regia di Shin Dong-yeop (2004)
- Sinbu su-eop (신부수업), regia di Heo In-moo (2004)
- Nae saeng-ae gajang areumda-un ilju-il (내 생애 가장 아름다운 일주일), regia di Min Kyu-dong (2005)
- Kidari ajeossi (키다리 아저씨), regia di Gong Jeong-shik (2005)
- Hyeongsa (형사), regia di Lee Myung-se (2005)
- 1beonga-ui gijeok (1번가의 기적), regia di Yoon Je-kyoon (2007)
- Saekjeuksigong 2 (색즉시공2), regia di Yoon Tae-yoon (2007)
- Babo (바보), regia di Kim Jeong-kwon (2008)
- Majimak seonmul (마지막 선물), regia di Kim Yeong-joon (2008)
- Tidal Wave (해운대), regia di Yoon Je-kyoon (2009)
- Nae sarang nae gyeot-e (내 사랑 내 곁에), regia di Park Jin-pyo (2009)
- 7gwanggu (7광구), regia di Kim Ji-hoon (2012)
- Kori-a (코리아), regia di Moon Hyun-sung (2012)
- Joseonminyeo samchongsa (조선미녀 삼총사), regia di Park Jae-hyun (2014)
- Heosamgwan (허삼관), regia di Ha Jung-woo (2015)
- Manhunt, regia di John Woo (2017)
- Dambo (담보?), regia di Kang Dae-gyu (2020)

### Televisione
- Sinsedae bogoseo eoreundeur-eun mollayo (신세대 보고서 어른들은 몰라요) – serie TV (1996-1997)
- Yeong-ui nunmul (용의 눈물) – serie TV (1998)
- Wiheomhan jajangga (위험한 자장가) – film TV (1999)
- Hakgyo 2 (학교 2) – serie TV (1999)
- Bimil (비밀) – serie TV (2000)
- Insaeng-eun aremda-wo (인생은 아름다워) – serie TV (2001)
- Haetbit sanyang (햇빛 사냥) – serie TV (2002)
- Joseon yeohyeongsa damo (조선 여형사 다모) – serie TV (2003)
- Balli-eseo saenggin il (발리에서 생긴 일) – serie TV (2004)
- Fashion 70s (패션 70s) – serie TV (2005)
- Hwang Jin-yi (황진이) – serie TV (2006)
- Secret Garden (시크릿 가든) – serie TV (2010-2011)
- The King 2 Hearts (더킹 투하츠) – serie TV (2012)
- Gi hwanghu (기황후) – serie TV (2013-2014)
- Neoreul saranghan sigan (너를 사랑한 시간 7000일) – serie TV (2015)
- Byeong-wonseon (병원선?) – serie TV (2017)
- Chocolate (초콜릿?) – serie TV (2019)

## Riconoscimenti
| Anno | Premio                                                              | Categoria                                  | Opera                   | Risultato       |
| ---- | ------------------------------------------------------------------- | ------------------------------------------ | ----------------------- | --------------- |
| 2000 | Busan Film Critics Awards                                           | Miglior attrice esordiente                 | Jinsil game             | Vincitore/trice |
| 2000 | Grand Bell Awards                                                   | Miglior attrice esordiente                 | Jinsil game             | Vincitore/trice |
| 2000 | Blue Dragon Film Awards                                             | Miglior attrice esordiente                 | Donggam                 | Vincitore/trice |
| 2000 | MBC Drama Awards                                                    | Miglior attrice esordiente                 | Bimil                   | Vincitore/trice |
| 2001 | Baeksang Arts Awards                                                | Miglior attrice esordiente televisiva      | Bimil                   | Vincitore/trice |
| 2001 | Golden Cinematography Awards                                        | Premio popolarità                          | Jinsil game             | Vincitore/trice |
| 2002 | Korea Visual Arts Festival                                          | Premio fotogenia                           | Saekjeuksigong          | Vincitore/trice |
| 2003 | MBC Drama Awards                                                    | Premio miglior coppia (con Lee Seo-jin)    | Joseon yeohyeongsa damo | Vincitore/trice |
| 2003 | MBC Drama Awards                                                    | Premio popolarità tra gli internauti       | Joseon yeohyeongsa damo | Vincitore/trice |
| 2004 | Baeksang Arts Awards                                                | Miglior attrice televisiva                 | Balli-eseo saenggin il  | Vincitore/trice |
| 2004 | SBS Drama Awards                                                    | Migliori dieci stelle                      | Balli-eseo saenggin il  | Vincitore/trice |
| 2005 | Blue Dragon Film Awards                                             | Premio popolarità                          | Hyeongsa                | Vincitore/trice |
| 2006 | KBS Drama Awards                                                    | Gran premio                                | Hwang Jin-yi            | Vincitore/trice |
| 2006 | KBS Drama Awards                                                    | Premio popolarità tra gli internauti       | Hwang Jin-yi            | Vincitore/trice |
| 2006 | KBS Drama Awards                                                    | Premio miglior coppia (con Jang Keun-suk)  | Hwang Jin-yi            | Vincitore/trice |
| 2007 | Baeksang Arts Awards                                                | Premio popolarità cinematografica          | 1beonga-ui gijeok       | Candidato/a     |
| 2007 | Baeksang Arts Awards                                                | Miglior attrice televisiva                 | Hwang Jin-yi            | Candidato/a     |
| 2007 | Baeksang Arts Awards                                                | Premio popolarità televisiva               | Hwang Jin-yi            | Candidato/a     |
| 2007 | Golden Chest International TV Festival                              | Miglior attrice                            | Hwang Jin-yi            | Vincitore/trice |
| 2007 | Korean Broadcasting Awards                                          | Miglior attrice                            | Hwang Jin-yi            | Vincitore/trice |
| 2007 | Asian Model Festival Awards                                         | Premio stella popolare                     |                         | Vincitore/trice |
| 2008 | Baeksang Arts Awards                                                | Premio popolarità cinematografica          | Babo                    | Vincitore/trice |
| 2008 | Ministry of Health, Welfare and Family Affairs – Family Month Event | Premio del primo ministro                  |                         | Vincitore/trice |
| 2008 | Korean Popular Culture & Arts Award                                 | Premio del primo ministro                  |                         | Vincitore/trice |
| 2009 | Korean University Films Festival                                    | Miglior attrice                            | Hae-undae               | Vincitore/trice |
| 2009 | Mnet 20's Choice Awards                                             | HOT Movie Star                             | Hae-undae               | Vincitore/trice |
| 2009 | Blue Dragon Film Awards                                             | Miglior attrice                            | Nae sarang nae gyeot-e  | Vincitore/trice |
| 2009 | Blue Dragon Film Awards                                             | Premio popolarità cinematografica          | Nae sarang nae gyeot-e  | Vincitore/trice |
| 2009 | Blue Dragon Film Awards                                             | Premio popolarità cinematografica          | Hae-undae               | Vincitore/trice |
| 2009 | Style Icon Awards                                                   | Attrice dell'anno                          |                         | Vincitore/trice |
| 2009 | Style Icon Awards                                                   | Donne senza paura                          |                         | Vincitore/trice |
| 2010 | Baeksang Arts Awards                                                | Miglior attrice cinematografica            | Nae sarang nae gyeot-e  | Vincitore/trice |
| 2010 | SBS Drama Awards                                                    | Premio popolarità tra gli internauti       | Secret Garden           | Vincitore/trice |
| 2010 | SBS Drama Awards                                                    | Migliori dieci stelle                      | Secret Garden           | Vincitore/trice |
| 2010 | SBS Drama Awards                                                    | Premio miglior coppia (con Hyun Bin)       | Secret Garden           | Vincitore/trice |
| 2011 | Grimae Awards                                                       | Miglior attrice                            | Secret Garden           | Vincitore/trice |
| 2011 | Korea Drama Awards                                                  | Miglior attrice                            | Secret Garden           | Candidato/a     |
| 2011 | Baeksang Arts Awards                                                | Miglior nuova attrice                      | Secret Garden           | Candidato/a     |
| 2011 | Baeksang Arts Awards                                                | Premio popolarità televisiva               | Secret Garden           | Candidato/a     |
| 2011 | Korea Savings Day                                                   | Premio del primo ministro per il risparmio |                         | Vincitore/trice |
| 2012 | MBC Drama Awards                                                    | Premio miglior coppia (con Lee Seung-gi)   | The King 2 Hearts       | Candidato/a     |
| 2012 | MBC Drama Awards                                                    | Premio popolarità                          | The King 2 Hearts       | Candidato/a     |
| 2012 | Seoul International Drama Awards                                    | Miglior attrice internazionale             | The King 2 Hearts       | Candidato/a     |
| 2012 | Seoul International Drama Awards                                    | Miglior attrice coreana                    | The King 2 Hearts       | Candidato/a     |
| 2012 | Mnet 20's Choice Awards                                             | 20's Drama Star                            | The King 2 Hearts       | Candidato/a     |
| 2012 | Bucheon International Fantastic Film Festival                       | Scelta dei produttori                      |                         | Vincitore/trice |
| 2013 | Baeksang Arts Awards                                                | Premio popolarità cinematografica          | Kori-a                  | Candidato/a     |
| 2013 | Baeksang Arts Awards                                                | Premio popolarità televisiva               | The King 2 Hearts       | Candidato/a     |
| 2013 | MBC Drama Awards                                                    | Gran premio                                | Gi hwanghu              | Vincitore/trice |
| 2013 | MBC Drama Awards                                                    | Premio miglior coppia (con Ji Chang-wook)  | Gi hwanghu              | Candidato/a     |
| 2013 | MBC Drama Awards                                                    | Premio miglior coppia (con Joo Jin-mo)     | Gi hwanghu              | Candidato/a     |
| 2013 | MBC Drama Awards                                                    | Premio popolarità                          | Gi hwanghu              | Vincitore/trice |
| 2013 | MBC Drama Awards                                                    | Scelta dei produttori                      | Gi hwanghu              | Vincitore/trice |
| 2014 | Korea Drama Awards                                                  | Gran premio                                | Gi hwanghu              | Candidato/a     |
| 2014 | Baeksang Arts Awards                                                | Premio popolarità televisiva               | Gi hwanghu              | Candidato/a     |